# Gustav Wolf
Gustav Wolf (Osterode am Harz, 1887 – Münster, 1963) foi um arquiteto alemão.

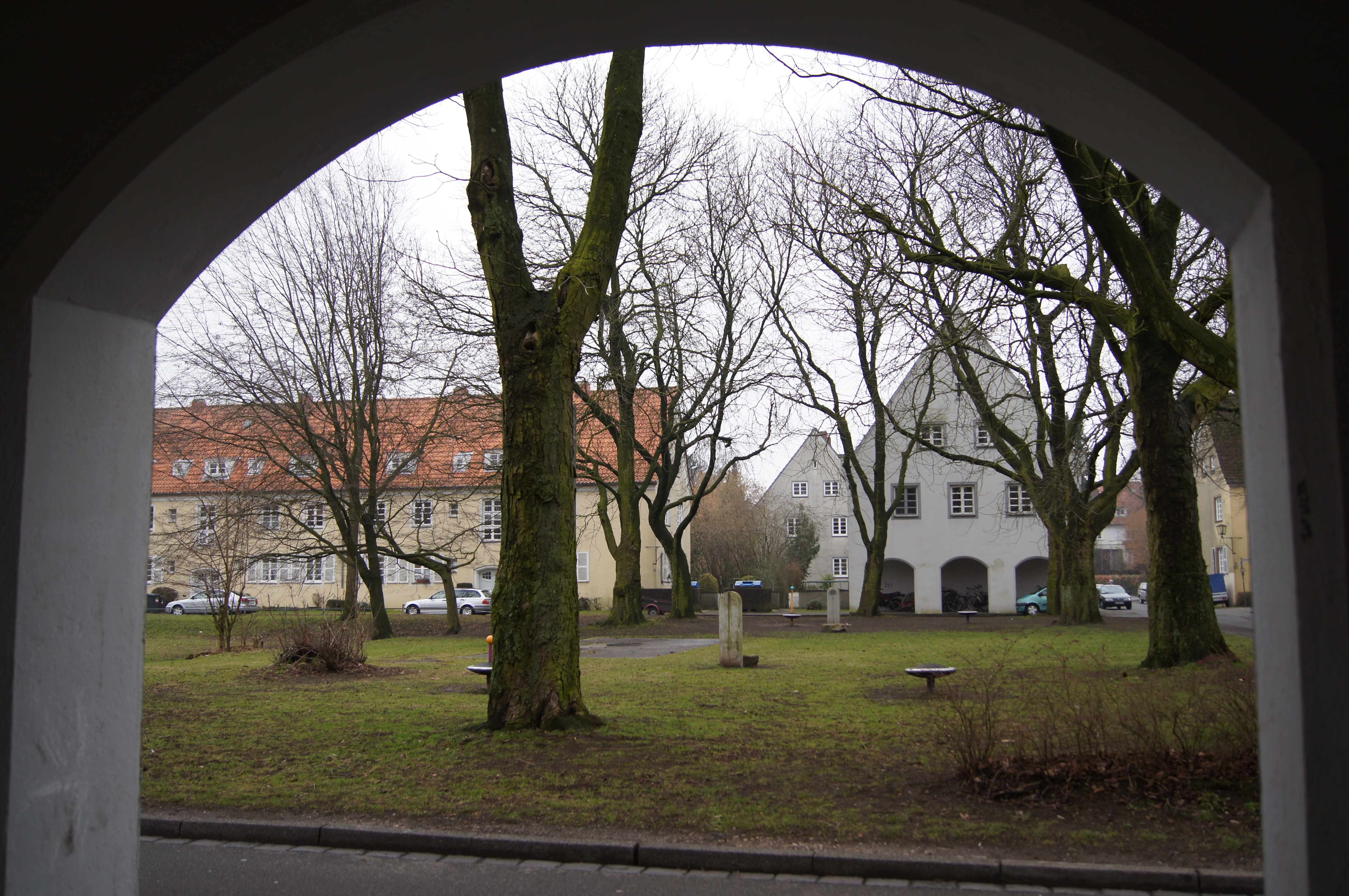
Gartenstadt Grüner Grund

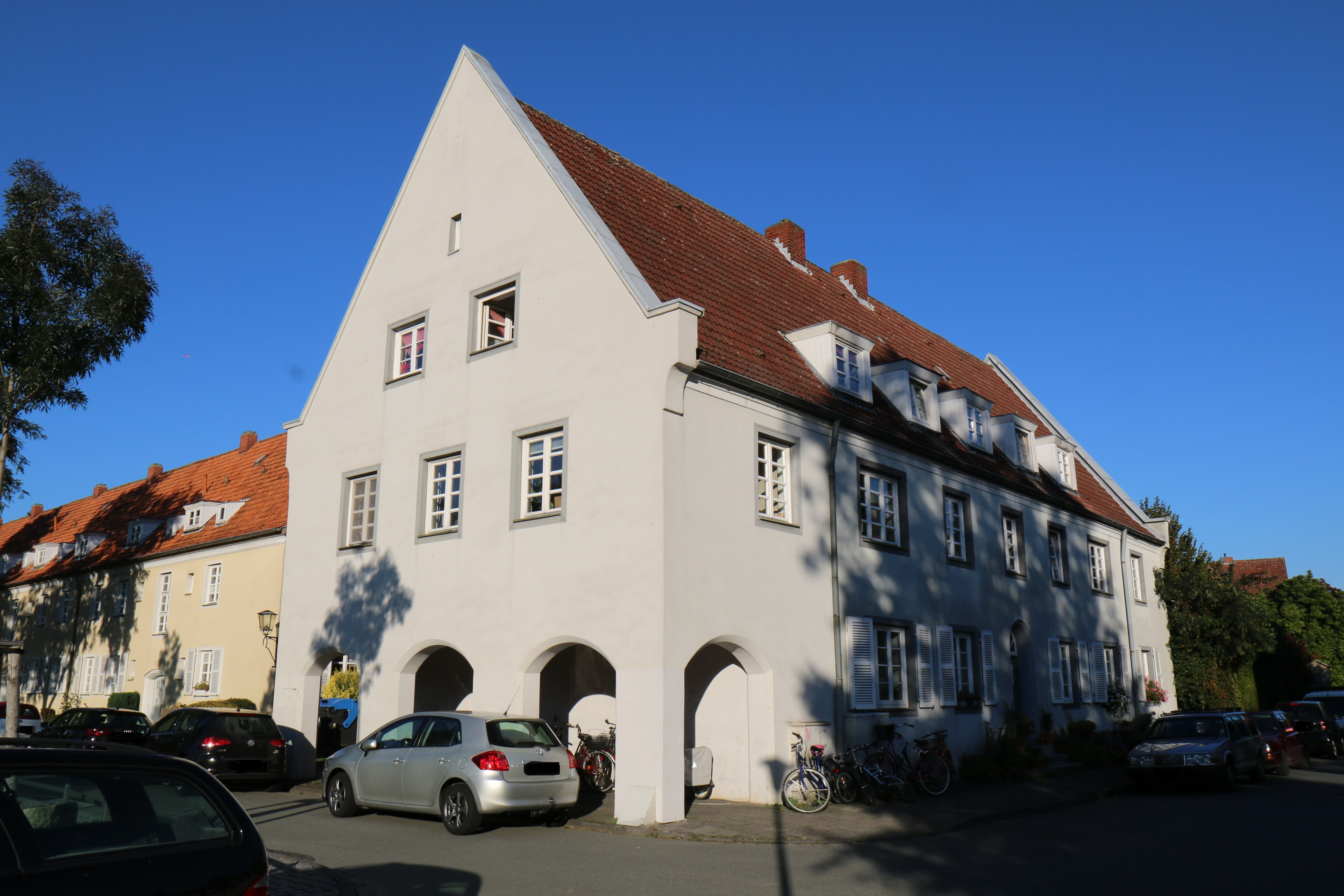
Grüner Grund 26

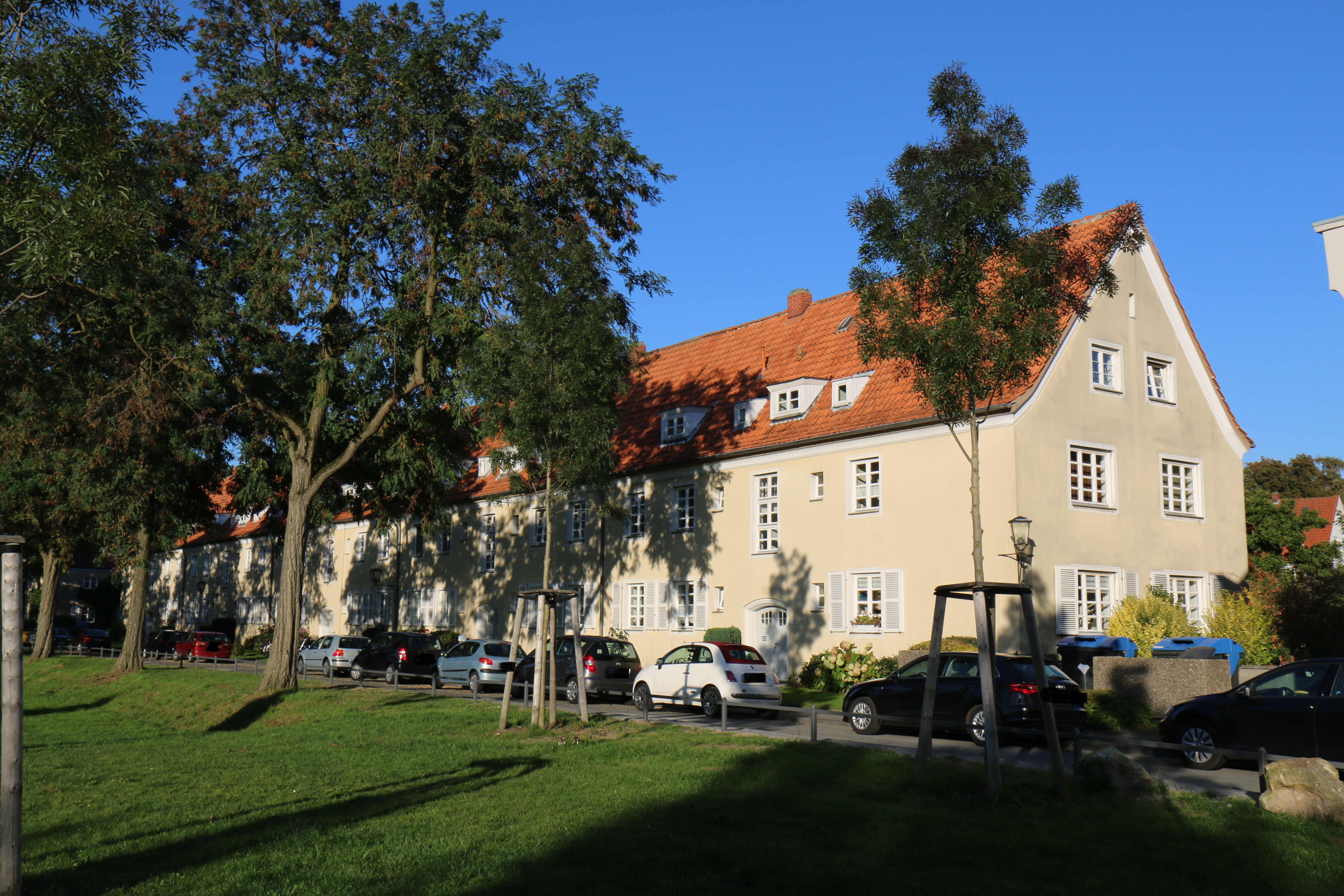
Grüner Grund 1 – 37

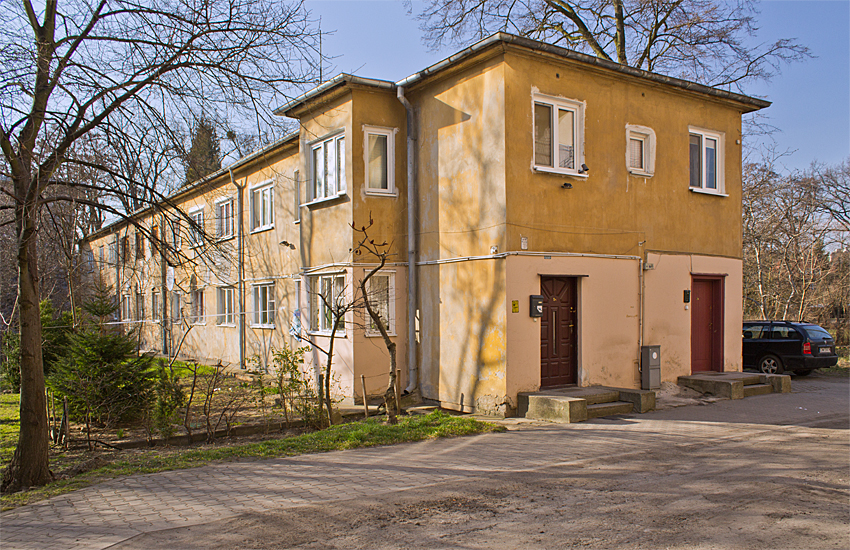
Werkbundsiedlung Breslau, casa 3–6 (1929)

## Formação e carreira
Após frequentar a escola, práticas manuais em Gera e exame de professor de desenho na escola de arte de Breslau, Gustav Wolf estudou arquitetura com Theodor Fischer na Universidade Técnica de Munique. Trabalhou então no escritório de Paul Schmitthenner no planejamento da Villenkolonie Carlowitz em Breslau e nos assentamentos de Berlim Gartenstadt Staaken e Siedlung am Fischtalgrund. De 1915 a 1919 foi arquiteto distrital para a reconstrução da Prússia Oriental, de 1919 a 1920 como arquiteto distrital de Merseburgo, de 1920 a 1922 como arquiteto da cidade de Soest (Renânia do Norte-Vestfália) e até 1927 como diretor de construção da associação habitacional Westfälische Heimat em Münster, onde como arquiteto principal planejou e construiu a Gartenstadt Münster-Geistviertel.
Em 1927 tornou-se diretor da Handwerker- und Kunstgewerbeschule em Breslau. Em 1929 participou do Werkbundsiedlung Breslau com uma casa para família de oito membros (casa 3-6) e uma casa geminada (casa 32/33, destruída).
Em 1934-1938 seguiu-se uma posição de professor na Staatsbauschule Berlin-Neukölln. Em seu trabalho de pesquisa Wolf estava agora cada vez mais interessado na construção rural em tempos pré-industriais. Quando a Verband Deutscher Architekten- und Ingenieurvereine (Associação de Arquitetos e Engenheiros da Alemanha) pretendeu revisar seu trabalho intitulado "Das Bauernhaus im Deutschen Reiche und seinen Grenzgebieten" (A fazenda no Império Alemão e suas áreas de fronteira), publicado em 1906, o presidente da associação August Hertwig nomeou um comitê que, sob o título "Haus und Hof deutscher Bauern" (Casa e fazenda de camponeses alemães), publicou uma série de documentação em vários volumes com paisagens sobre o desenvolvimento da construção rural na Alemanha. Wolf foi nomeado chefe dos chamados „Bauernhofbüros“ (Escritórios da fazenda). Suas ideias foram na direção de "uma descrição tão completa quanto possível" da arquitetura rural, no centro da qual deveria estar a unidade da vida da fazenda individual.

## Prêmios e condecorações
- 1951: doutor honoris causa da Technische Hochschule Hannover
- 1953: Medalha Carl Friedrich Gauß e Bundesverdienstkreuz 1. Klasse

## Publicações selecionadas
- Mitteldeutschland. (= Die schöne deutsche Stadt) München 1911.
- Süddeutschland. (= Die schöne deutsche Stadt) München 1912.
- Norddeutschland. (= Die schöne deutsche Stadt) München 1913.
- An einen werdenden Baumeister. München 1934.
- Schleswig Holstein. (= Haus und Hof deutscher Bauern) Aschendorff, Münster 1940.
- Haus und Straße im Vorort. Beobachtungen über Würfelhäuser und Vorschläge zu ihrer Vermeidung. Georg D. W. Callwey, München 1940
- Vom Grundriss der Volkswohnung. Otto Meyer Verlag, Ravensburg 1950.
- Der Drempel am Kleinhaus. Aschendorff, Münster 1954.
- Schöne ländliche Wohnstuben. Landwirtschaftsverlag, Hiltrup bei Münster 1956.